# امیرخان آی‌دوغان
امیرخان آی‌دوغان (انگلیسی: Emirhan Aydoğan؛ زادهٔ ۲۶ ژوئن ۱۹۹۷) بازیکن فوتبال اهل ترکیه است.
از باشگاه‌هایی که در آن بازی کرده‌است می‌توان به باشگاه فوتبال بورسااسپور اشاره کرد.
وی همچنین در تیم‌های ملی فوتبال Turkey national under-17 football team و جوانان ترکیه بازی کرده‌است.